# Opleiding vroedkunde in de regio Brugge
Dit artikel behandelt de opleiding vroedkunde in de regio Brugge.

## Geschiedenis
Rond de tweede helft van de 17e eeuw werd er in Brugge in het Collegium college voor het eerst een scholing voor vroedvrouwen georganiseerd. Er werd meer en meer onderzoek gedaan naar de verloskunde. Er moest voor het eerst ook een eed worden afgelegd om te vroedvrouw te kunnen zijn. De “eed der vroe-vrouwen”. Hier gingen 5 verplichtingen aan vast, waarvan er 4 nog steeds standhouden de dag van vandaag. 
1. Bij moeilijke bevallingen moeten vroedvrouwen tijdig een chirurgijn erbij roepen.
2. Ze mogen geen medicatie toedien zonder doktersvoorschrift.
3. Ze mogen geen kinderen te vondeling leggen.
4. Ze mogen enkele dopen in noodgevallen.
5. Ze moeten een rooms-katholieke instelling hebben. (is niet meer van toepassing)

Sinds de 17e eeuw worden er ook keizersneden uitgevoerd op levende vrouwen. Ook wordt er steeds meer liggend bevallen. Vanaf 1755 worden er opleidingscursussen ingericht in Gistel en Maldegem in opdracht van de magistraat van het Brugse Vrije.
Dit was de eigenlijke start van de opleiding vroedkunde in Brugge.

### Tijdlijn
| Jaar           | Gebeurtenis                                                                                                   |
| -------------- | --- |
| 1755           | Angélique du Coudray zorgt voor het eerste georganiseerde onderwijs in West-Vlaanderen                        |
| 1792           | Onderbreking van de cursussen door de invasie van de Fransen                                                  |
| 1806           | Heropstart onderwijs                                                                                          |
| 1790           | Opstart moederhuis Sint-Jan                                                                                   |
| 1878           | Marie Perneel --> Functie eerste vroedvrouw                                                                   |
| 1910           | Verhuis moederhuis Sint-Jan                                                                                   |
| 1919           | Marie Perneel gestorven. Functie eerste vroedvrouw werd opgesplitst                                           |
| 17 juli 1930   | Afschaffing provinciale school voor vroedkunde                                                                |
| 1 oktober 1930 | Oprichting nieuwe school (niet meer provinciaal)                                                              |
| 1962           | Opleiding vroedkunde werd overgenomen door de school voor verpleegkunde                                       |
| 1995           | De school voor verpleegkunde werd opgenomen in KHBO. De opleiding vroedkunde werd terug een aparte opleiding. |
| 2013           | KHBO en Katho fusioneren tot katholieke hogeschool VIVES                                                      |

### Evolutie van onderwijs
In 1775 werd door een Franse vroedvrouw Angélique du Coudray de eerste opleiding vroedkunde georganiseerd in West-Vlaanderen. Die cursussen werden georganiseerd in volledige West-Vlaanderen. Hier kwam een abrupt einde aan bij de invasie van de Fransen in 1792. 
In 1806 werden de opleidingen in Brugge heropgestart in het Sint-Janshospitaal. In 1818 wordt er een koninklijk atheneum en een provinciale vroedvrouwenschool opgericht in de Mariastraat. Dit gebeurt nadat Brugge voor de vierde keer de kans misloopt om een universiteit op te zetten binnen de stadsmuren. Het is het begin van de Hollandse tijd. De opleiding duurt in die tijd twee jaar. Er zijn vier voorwaarden om aan de opleiding te mogen beginnen:
1. Ongehuwd zijn, minstens 20 jaar oud zijn en behoorlijk kunnen lezen en schrijven.
2. Van onberispelijk gedrag zijn.
3. Een geschikt lichaamsgestel hebben.
4. Godvrezend en deugdzaam zijn.

Ze moeten hun examens gaan afleggen bij de Provinciale Geneeskundige Commissie. Om hun studies te kunnen financieren sprong het gemeentebestuur bij. Zij gingen bijstand gaan bieden om hun levensonderhoud te kunnen voorzien en hun boeken te betalen in ruil zouden ze zich na hun studies vestigen in Brugge. 
Van 1878 tot 1919 stond juffrouw Marie Perneel aan het hoofd van het moederhuis, in de functie van eerste vroedvrouw-meesteres en bestuurster. Zij stond nog steeds aan het hoofd wanneer zowel de kraamkliniek als de provinciale school verhuisden naar de Sint-Janssite aan de Oostmeers (nu site oud-Sint-Jan). Na de Eerste Wereldoorlog wordt juffrouw Marie Perneel in 1919 opgevolgd door juffrouw Valérie Jongbloet als bestuurster en juffrouw Marie Pintelon als eerste vrouwvrouw-meesteres. Tussen 1806 en 1930 gingen steeds meer vrouwen bevallen in de kraamkliniek. Vooral na de Eerste Wereldoorlog was er een afzienbare stijging in het aantal bevallingen die binnen de kliniek gebeurden.
In 1930 was er een opsplitsing van de kliniek, waarbij de Sint-Annakliniek ontstond. Dit kwam door een onenigheid tussen de drie gynaecologen die tewerkgesteld werden in het Sint-Janshospitaal. Een van die drie gynaecologen was de oprichter van de Sint-Annakliniek. Ook juffrouw Valérie Jongbloet en juffrouw Marie Pintelon verhuisden mee. Met hen verhuisde ook de provinciale school mee. Die bleef gehuisvest in de Sint-Annakliniek tot in het jaar 1960. De laatste bevalling in de kliniek werd uitgevoerd op 30 december 1967.
Intussen was er op 1 oktober 1930 een nieuwe vroedvrouwenschool opgestart in het Sint-Janshospitaal, onder leiding van directrice zuster Stanislas Christaens en de zustergemeenschap. De medische vakken werden gedoceerd door de gynaecologen die in het hospitaal tewerkgesteld waren. Dit bleef zo tot het jaar 1962. In dat jaar fusioneerde de vroedvrouwenopleiding met de Sint-Elisabethschool en de school voor ziekenverzorgsters. Samen werden ze het Sint-Jansinstituut voor verpleegkunde. De opleiding kreeg toen ook een andere invulling. Zo studeerden de studenten nog steeds af als vroedvrouw, maar kregen ze de eerste 2 jaar verpleegkunde en daarna nog een specialisatiejaar. Pas in 1992 hadden ze voor het eerste een mannelijke vroedkundige die is afgestudeerd. 
Het Sint-Jansinstituut voor verpleegkunde bleef zoals het was tot het jaar 1995. In dat jaar werden alle opleidingen samengenomen in Noord-West-Vlaamse-hogeschoolfusie. Al die opleiding werden ondergebracht in het KHBO (katholieke hogeschool Brugge-Oostende. De opleiding bleef wel nog lange tijd gehuisvest in de Oostmeers. Vroedkunde werd toen opnieuw een aparte opleiding van drie jaar. In 2008 verhuisde de opleiding naar de KHBO-gebouwen in Brugge. In 2013 fusioneerde KHBO met KATHO (katholieke hogeschool Zuid-West-Vlaanderen). Vroedkunde bleef een deel van het opleidingsaanbod.  
De opleiding in vroedkunde aan de hogeschool VIVES is anno 2019 de enige in Brugge.